# تنمية مرتكزة على الأفراد
التنمية المرتكزة على الأفراد هي أحد أساليب التنمية الدولية التي تركز على تحسين الاعتماد على الذات، والعدالة الاجتماعية، وصناعة القرار المشترك في المجتمعات المحلية. وهي تقر بأن النمو الاقتصادي لا يساهم بطبيعته في التنمية البشرية
وتدعو لإحداث تغييرات في الممارسات والقيم البيئية والسياسية والاجتماعية.

## التاريخ
في عام 1984، اقترح دفيد كورتين، المستشار الإقليمي السابق في الوكالة الأمريكية للتنمية الدولية (USAID)، إستراتيجية تنمية مرتكزة على الناس شملت قيم العدالة والاستدامة والشمول. ووفقًا لكورتين، إستراتيجية التنمية السائدة المرتكزة على النمو غير مستدامة وغير منصفة. لذا، فقد دعا إلى إجراء تحويلات في المؤسسات والتكنولوجيا والقيم والسلوك «بما يتفق مع واقعنا الاجتماعي والبيئي».
وجاء إعلان مانيلا بشأن مشاركة الناس والتنمية المستدامة في عام 1989 ليضع المبادئ والإرشادات العامة لتحقيق هذه التحويلات.
ونال مفهوم التنمية المرتكزة على الأفراد اهتمامًا في العديد من مؤتمرات التنمية الدولية في فترة التسعينيات، مثل مؤتمر قمة الأرض في عام 1992، والمؤتمر الدولي للسكان والتنمية (ICPD) في عام 1994، ومؤتمر القمة للتنمية الاجتماعية في عام 1995. ورُوِج لهذا المفهوم على نطاق واسع لأول مرة في تقرير التنمية البشرية ببرنامج الأمم المتحدة الإنمائي (UNDP)، الذي قيس فيه مستوى تنمية الدول باستخدام مؤشر التنمية البشرية (HDI). ويعتبر هذا التقرير النمو الاقتصادي وسيلة ضرورية لتحقيق التنمية المستدامة.
وصرحت وزارة الشؤون الخارجية اليابانية في تقرير المساعدة الإنمائية الرسمية (ODA) الصادر عنها في عام 1996 بأن الهدف من التنمية المرتكزة على الأفراد هو «مساعدة البشرية في التمتع بحياة سعيدة وميسورة».” أما تقرير «تحديد شكل القرن 21» الصادر عن لجنة المساعدة الإنمائية (DAC) في منظمة التعاون والتنمية الاقتصادية (OECD) في عام 1996، فقد جعل التنمية المرتكزة على الأفراد سياسة مستهدفة لدى جميع الدول الأعضاء. وأكد على أهمية بناء القدرات والمشاركة والملكية المحلية أثناء تحقيق النمو الاقتصادي.

## الموضوعات الرئيسية

### الاستدامة
الاستدامة هي مكون أصيل وهدف واضح للتنمية المرتكزة على الأفراد. فينادي هذا النوع من التنمية بإنشاء النظم الاقتصادية والاجتماعية الداعمة للذات والتي تمثل العناصر الأساسية للمجتمع المستدام. وبالإضافة إلى التزامه بالتنمية المرتكزة على الأفراد، جعل اللقاء عالي المستوى للجنة المساعدة الإنمائية من الاستدامة هدفًا تنمويًا ملموسًا، مع مطالبته بتنفيذ مبادرات الاستدامة القومية بحلول عام 2005 من أجل الحد من إزالة الغابات، وتلوث المياه، وغير ذلك من صور التدهور البيئي.
وقد صرح إعلان مانيلا بأن التنمية المرتكزة على الأفراد هي السبيل الوحيد للوصول إلى المجتمعات المستدامة. ومن خلال تجاوز النطاق البيئي للاستدامة، يعزز هذا النوع من التنمية الأعمال المجتمعية ضيقة النطاق الهادفة لتحسين الاعتماد على الذات اقتصاديًا وتوفير موارد الدخل الموثوقة. كما أنها تدعو لخفض الديون، وتلقي باللوم فيما يتعلق بأعباء التسديد الدورية والأعباء الثقيلة للسياسات على الإفراط في تمويل الديون الأجنبية طويل المدى.
ويرى دفيد كورتين أن التنمية المرتكزة على الأفراد هي السبيل الوحيد لتطوير مجتمعات مستدامة. وانتقد ممارسات التنمية الشائعة بزيادة الناتج الاقتصادي عن طريق استنزاف الموارد الطبيعية. أيد كورتين كذلك الاستدامة في تمويل مشروعات التنمية وعلاقات المساعدة الخارجية. وطالب شركاء التنمية الخارجيين بدعم الأهداف التي يختارها الناس، مما يعزز من إمكانات المجتمعات لإدارة الموارد وتلبية المطالب المحلية بشكل مستقل.

### المشاركة
في سياق التنمية المرتكزة على الأفراد، تشمل عناصر المشاركة الأساسية:
- العملية الديمقراطية
- مساءلة الحكومة[6]
- الوصول إلى المعلومات ذات الصلة[4]
- المساواة بين الجنسين[7]

أشارت منظمة التعاون والتنمية الاقتصادية (OECD) إلى أن العمليات الديمقراطية ضرورية للتنمية المرتكزة على الأفراد لأنها تسمح للمجتمعات بخلق أهداف التنمية الخاصة بها والتأثير على القرارات التي تحدد جودة حياتها. وتستلزم مشاركة المجتمعات والعملية الديمقراطية الحقيقية امتلاك الناس للوسائل اللازمة لمساءلة المسؤولين الحكوميين والمؤسسات العامة. كما أنها تتطلب من الحكومات العمل على تمكين خطط عمل الناس لوضع سياسات تعزز من العمل المدني.
يجب أن يتمتع الأفراد بإمكانية الوصول إلى المعلومات الموثوقة ذات الصلة من أجل اتخاذ أفضل القرارات المتعلقة بهم أو بمجتمعاتهم. وقد اقترح إعلان مانيلا نظمًا للمراقبة العالمية لتعزيز إمكانية وصول الشعوب للمعلومات ذات الصلة لتتخذ المجتمعات قرارات عقلانية وتحقق الحماية لمصالحها.
والعمليات الديمقراطية الحقيقية لا يمكن الوصول إليها إلا عند المساواة في التمثيل بين الرجال والنساء. فتحتم التنمية المرتكزة على الأفراد المساواة في الأداء بين الرجال والنساء، الأمر الذي يمثل مشكلة عامة في الكثير من الدول النامية. وقد أوضحت منظمة التعاون والتنمية الاقتصادية (OECD) أسبابًا عديدة للدور المحوري الذي تلعبه النساء في التنمية المستدامة المرتكزة على الناس:
1. معدل عائد الاستثمار في تعليم الإناث قد يزيد عن عائد أي استثمار آخر
2. المشكلات الناجمة عن الفقر تؤثر في النساء أكثر من أي مجموعات أخرى
3. نظرًا لإدارة النساء للموارد الطبيعية، فهن مشاركات رئيسيات في عملية الاستدامة

### العدالة
في سياق التنمية المرتكزة على الأفراد، تشمل عناصر العدالة الأساسية:
- الملكية المحلية[5]
- سيادة الناس وتمكين الحكومة[6]
- التوظيف وإنتاج الدخل[1]

وتؤكد لجنة المساعدة الإنمائية في منظمة التعاون والتنمية الاقتصادية على أن دور شركاء التنمية الخارجيين هو تعزيز قدرة الدول النامية على تلبية متطلبات التنمية المستدامة. وتؤكد هذه الإستراتيجية على الحاجة للملكية المحلية لتتمتع المجتمعات بالمسؤولية والسيطرة على مواردها بحيث تحقق الفائدة لها، كما تؤكد أيضًا على دور الحكومة في تمكين جدول أعمال الأفراد. ويشير ديفيد كيتون إلى أن الأفراد يكون لديهم دافع أكبر لتنفيذ الممارسات البيئية المستدامة عندما تكون الموارد مملوكة محليًا. ويقول أيضًا إن التنمية المرتكزة على الأفراد «ترفض أن يكون لفرد واحد الحق في تحقيق الثراء لنفسه باستباحة الموارد التي يعتمد عليها شخص آخر في بقائه على قيد الحياة».”
تبنت وزارة الشؤون الخارجية اليابانية إستراتيجية تنمية مرتكزة على الأفراد في عام 1996، مستشهدة بالمركزية المتزايدة لهذا المفهوم في مؤتمرات التنمية الدولية. وقد أقرت بالأهمية المحورية للتنمية المرتكزة على الأفراد - سواء أكانت فوائد النمو الاقتصادي (مثل زيادة التوظيف والدخل) مشهودة في المجتمعات أم لا. واقترح إعلان مانيلا خفض صادرات الموارد من أجل التعامل مع هذه المسألة. فالحد من الصادرات سيسمح للمجتمعات بتلبية مطالبها المحلية أولاً. لذا، يرى كورتين أنه يجب استخدام نسبة من فائض الإنتاج لإصدار منتجات ذات قيمة مضافة عالية، مما يعود بالفوائد على المجتمعات النامية.

## التحديات
يواجه تبني التنمية المرتكزة على الأفراد العديد من التحديات من القطاعين العام والخاص. فتواجه الإستراتيجيات المرتكزة على الأفراد صعوبة في تحقيق المشاركة الحقيقية وتحديد الممثلين القانونيين.
وتزداد هذه المشكلة حدة بالممارسات الإدارية التي تسير من أعلى لأسفل واستمر وجودها أمدًا طويلاً. أما في القطاع الخاص، فتواجه التنمية المرتكزة على الأفراد تحديات تتمثل في التضارب بين أهداف التنمية وجداول الأعمال، إذ يزداد اهتمام سياسات السوق الليبرالية بحاملي الأسهم عن أصحاب المصالح الآخرين. وينص إعلان مانيلا على أن التجريب واسع النطاق لتصميم مجتمعات معتمدة على ذاتها أمر ضروري لإثبات إمكانية نسخ صور المجتمعات التي تتسم بالاستدامة والمشاركة والعدالة. وقد تجدد التأكيد على هذا المتطلب من قِبل منظمة التعاون والتنمية الاقتصادية في عام 1996، مشيرةً إلى أن أساليب التعاون الجديدة في التنمية تتطلب اختبارًا وتهيئة في العالم الواقعي.

## وصلات خارجية
- People-Centered Development Forum